# 1984 en Malaisie
Cet article présente les faits marquants de l'année 1984 en Malaisie.

## Gouvernement
- Premier ministre : Mahathir Mohamad

## Évènements
- 16 avril : L'île de Labuan est devenue le deuxième Territoire Fédéral après Kuala Lumpur.
- 5 mai : Le Dayabumi, le célèbre monument de Kuala Lumpur, a été inauguré.
- 22 septembre : Le Sultan Iskandar de Johor a été intronisé en tant que huitième Yang di-Pertuan Agong.